# Championnats d'Europe de boxe amateur 1981
Navigation
Édition précédente Édition suivante
La 24e édition des championnats d'Europe de boxe amateur s'est déroulée à Tampere, Finlande, du 2 au 10 mai 1981. 

## Résultats

### Podiums
| Catégories                    | Or                    | Argent               | Bronze                             |
| Poids mi-mouches (-48 kg)     | Ivailo Marinov        | Dietmar Geilich      | Shamil Sabirov Gerard Hawkins      |
| Poids mouches (-51 kg)        | Petar Lesov           | Constantin Titoiu    | Bogdan Maczuga Jarmo Eskelinen     |
| Poids coqs (-54 kg)           | Viktor Mirochnichenko | Sami Buzoli          | Stefan Gertel Dumitru Cipere       |
| Poids plumes (-57 kg)         | Richard Nowakowski    | Krzysztof Kosedowski | Róbert Gönczi Serik Nurkassov      |
| Poids légers (-60 kg)         | Viktor Rybakov        | Carlo Russolillo     | Frédéric Geoffroy Vesa Wiik        |
| Poids super-légers (-63,5 kg) | Vasiliy Shishov       | Mirko Puzovic        | Dietmar Schwarz Nikolai Ganev      |
| Poids welters (-67 kg)        | Serik Konakbayev      | Karl-Heinz Krüger    | Tibor Molnár Vesa Koskela          |
| Poids super-welters (-71 kg)  | Aleksandr Koshkyn     | Miodrag Perunović    | Mihail Takov Imre Némedi           |
| Poids moyens (-75 kg)         | Yuriy Torbek          | Pedro van Raamsdonk  | Zygmunt Gosiewski Valentin Silaghi |
| Poids mi-lourds (-81 kg)      | Aleksandr Krupin      | Georgica Donici      | Ondrej Pustai Kurt Seiler          |
| Poids lourds (-91 kg)         | Aleksandr Yagubkin    | Jürgen Fanghänel     | Ion Cernat Vasil Bosakov           |
| Poids super-lourds (+91 kg)   | Francesco Damiani     | Vyacheslav Yakovlev  | Ulli Kaden Aziz Salihu             |

### Tableau des médailles
| Place | Pays                 | Médaille d'or, Europe | Médaille d'argent, Europe | Médaille de bronze, Europe | Total |
| ----- | -------------------- | --------------------- | ------------------------- | -------------------------- | ----- |
| 1     | Union soviétique     | 8                     | 1                         | 2                          | 11    |
| 2     | Bulgarie             | 2                     | 0                         | 3                          | 5     |
| 3     | Allemagne de l'Est   | 1                     | 3                         | 2                          | 6     |
| 4     | Italie               | 1                     | 1                         | 0                          | 2     |
| 5     | Yougoslavie          | 0                     | 3                         | 1                          | 4     |
| 6     | Roumanie             | 0                     | 2                         | 3                          | 5     |
| 7     | Pologne              | 0                     | 1                         | 2                          | 3     |
| 8     | Pays-Bas             | 0                     | 1                         | 0                          | 1     |
| 9     | Hongrie              | 0                     | 0                         | 3                          | 3     |
| 10    | Finlande             | 0                     | 0                         | 2                          | 2     |
| 10    | Allemagne de l'Ouest | 0                     | 0                         | 2                          | 2     |
| 12    | Tchécoslovaquie      | 0                     | 0                         | 1                          | 1     |
| 12    | France               | 0                     | 0                         | 1                          | 1     |
| 12    | Irlande              | 0                     | 0                         | 1                          | 1     |
| 12    | Suède                | 0                     | 0                         | 1                          | 1     |
| Total | 15 pays médaillés    | 12                    | 12                        | 24                         | 48    |